# Paratrimma
Paratrimma is een geslacht van straalvinnige vissen uit de familie van grondels (Gobiidae).

## Soorten
- Paratrimma nigrimenta Hoese & Brothers, 1976
- Paratrimma urospila Hoese & Brothers, 1976